# Hugo (film)
Hugo je ameriški pustolovsko dramski film iz leta 2011, ki ga je režiral in produciral Martin Scorsese po scenariju Johna Logana. Temelji na zgodovinskem romanu The Invention of Hugo Cabret Briana Selznicka in prikazuje zgodbo dvanajstletnega dečka, ki sam živi na pariški železniški postaji Gare Montparnasse. To je prvi Scorsesejev film posnet v 3D tehniki, zaradi česar po njegovem bolj pridejo do izraza čustva igralcev, saj se posname vsako njihovo potezo bolj natančno.
Film je bil premierno prikazan 10. oktobra 2011 na Newyorškem filmskem festivalu, v ameriških kinematografih pa 23. novembra istega leta. Naletel je na dobre ocene kritikov in bil na 84. podelitvi nominiran za oskarja v za to leto rekordnih enajstih kategorijah, osvojil pa jih je pet. Nominiran je bil še za osem nagrad BAFTA, od katerih jih je osvojil dve, ter za tri zlate globuse, od katerih je Scorsese osvojil nagrado za najboljšo režijo. Vseeno je bil film finančno manj uspešen, saj je zaslužil 185,8 milijona USD, kar je le nekaj več od proračuna.

## Vloge
- Asa Butterfield kot Hugo Cabret
- Chloë Grace Moretz kot Isabelle
- Ben Kingsley kot Georges Méliès
- Sacha Baron Cohen kot inšpektor Gustave Dasté
- Ray Winstone kot Claude Cabret
- Emily Mortimer kot Lisette
- Jude Law kot g. Cabret
- Helen McCrory kot Jehanne D'Alcy
- Michael Stuhlbarg kot René Tabard
- Christopher Lee kot Monsieur Labisse
- Frances de la Tour kot Madame Emile
- Richard Griffiths kot Monsieur Frick
- Kevin Eldon kot policist
- Gulliver McGrath kot mladi Tabard
- Angus Barnett kot a direktor kinematografa
- Ben Addis kot Salvador Dalí
- Emil Lager kot Django Reinhardt
- Robert Gill kot James Joyce
- Marco Aponte kot pomočnik železničarskega inženirja